# NGC 6231
NGC 6231（Caldwell 76、Melotte 153）は、さそり座にある散開星団である。中国では「神宮」と呼ばれる。さそり座ζ星の近くに位置し、さそり座ζ1星は、この星団の恒星である（より明るいさそり座ζ2星は、地球からわずか150光年の位置にあるため、この星団の恒星ではない）。
この星団は、約3200万歳と推定されており、22km/sの速度で太陽系に近づいている。若いさそり座OB1に属している。さそり座ζ1星（スペクトル型O8、4.71等級）は、このアソシエーションで最も高温の恒星であり、またこの銀河で最も明るい恒星の1つである。
この星団は、1654年にジョヴァンニ・バッティスタ・オディエルナによって発見され、彼は自身の星表にLuminosaeとして記録した。この星表は1654年にパレルモで出版された著書De Admirandis Coeli Characteribuseに収録された。また、オディエルナの後で、以下の天文学者によっても独立に発見されている。
- 1678年:エドモンド・ハレー
- 1745年-1746年:ジャン＝フィリップ・ロワ・ド・シェゾー
- 1751年-1752年:ニコラ・ルイ・ド・ラカーユ

この星団は、「にせ彗星」の頭を形成している。北に伸びる尾はより暗い星団のトランプラー24で、この星団もやはりさそり座OB1を構成している。